# Dora Martínez Valero

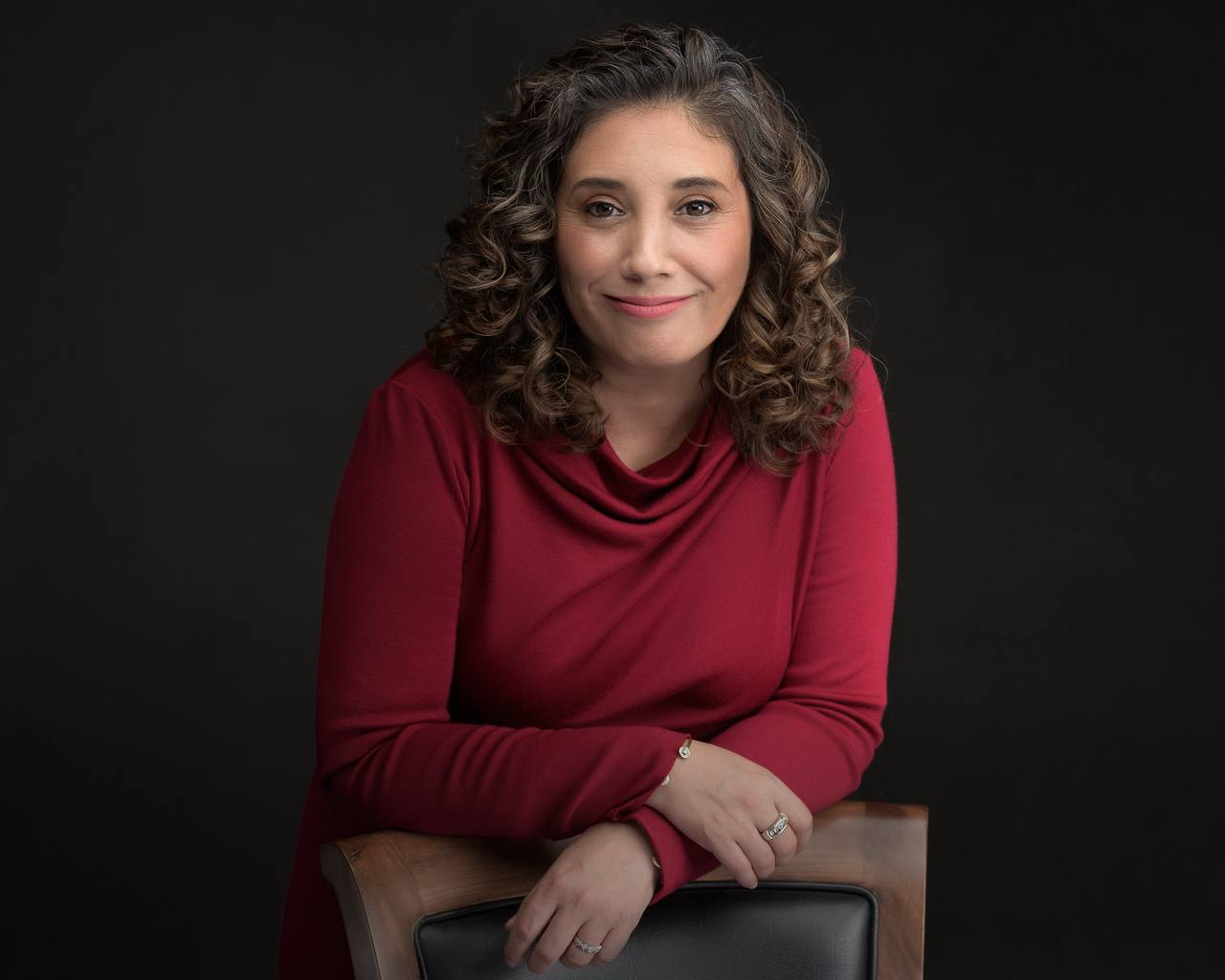
Dora Alicia Martínez Valero

Dora Alicia Martínez Valero 3 de enero de 1976
Especialista en Derecho Constitucional, Electoral, Violencia Política de Género,Telecomunicaciones, Libertad de Expresión, Derechos Humanos y Comunicación Política. Fue diputada federal de 2006 a 2009.

## Biografía
Dora Martínez Valero es licenciada en Derecho por la Universidad Autónoma de Coahuila y maestra en Derecho por la Universidad de Castilla-La Mancha, España y el Tribunal Electoral del Poder Judicial de la Federación. Ejerció como docente de Ciencias Sociales, Inglés y Español. De 2003 a 2006, fue secretaria técnica de la comisión de Economía de la Cámara de Diputados en la LIX Legislatura y en 2005 fue subdirectora jurídica de Acceso a la Información de la Secretaría de la Reforma Agraria y de 2005 a 2006 fue directora Jurídica de Apoyo a Gobiernos y Legislaturas de la Dirección General Jurídica del comité ejecutivo nacional del PAN.
En 2006 fue electa diputada federal por la vía de la representación proporcional a la LX Legislatura que fungió de ese año a 2009. En la Cámara de Diputados fue secretaria de la comisión de Puntos Constitucionales; así como integrante de la comisión del Comité del Centro de Estudios Sociales y de Opinión Pública; de la comisión del Distrito Federal; y de la comisión de Economía. Así como representante suplente del Poder Legislativo ante el Consejo General del Instituto Federal Electoral. Trabajó en Grupo Televisa como directora de Asuntos Electorales desde 2016 al 2023. 